# Marszała Pokryszkina
Marszała Pokryszkina (ros. Маршала Покрышкина) – trzecia stacja linii Dzierżyńskiej, znajdującego się w Nowosybirsku systemu metra.

## Charakterystyka
Stacja Marszała Pokryszkina położona jest na obszarze rejonu centralnego, przy m.in. ulicy Nikołaja Gogola. Umiejscowiona jest na terenie zajmowanym przez kilka zakładów przemysłowych oraz budownictwo mieszkaniowe. Jedyną ważną instytucją zlokalizowaną w jej pobliżu jest budynek zajmowany przez sztab armii rosyjskiej odpowiedzialny za rejon syberyjski. To właśnie te dwa fakty sprawiły, że zdecydowano się postawić w tym miejscu stację metra. Nie jest to jednak szczególnie zatłoczona stacja w godzinach szczytu, głównie z uwagi na brak tzw. sypialni, gęsto zaludnionych osiedli, które taki ruch mogłyby generować. Budowa rozpoczęła się w 1988 roku, gdy usunięto tory tramwajowe z nawierzchni ulicy Gogola. Zastój gospodarczy końca lat osiemdziesiątych, a następnie trudna sytuacja po rozpadzie Związku Radzieckiego sprawiły, że w dobie przemian i kryzysu jakie zachodziły w Federacji Rosyjskiej, dynamika budowy została zahamowana. Początkowo planowano, że stacja zostanie oddana do użytku już w 1993 roku, ale projekty te nie zostały zrealizowane.
Nazwa robocza stacji brzmiała Frunze, na cześć Michaiła Frunzego, ale została ostatecznie zmieniona by uhonorować wywodzącego się z miasta Aleksandra Pokryszkina. W 1996 roku Nowosybirsk wizytował rosyjski prezydent Borys Jelcyn, który zapowiedział przekazanie środków na zakończenie inwestycji, ale obietnica ta nie została spełniona. Stacja jest przestronna, co w połączeniu z jej konstrukcja sprawia, że jest ona dobrze oświetlona. Podłogi wyłożone brązowymi granitowymi płytami, rzędy kolumn po każdej ze stron peronów wykonane z brązowego marmuru, a ściany wyłożone marmurami w jasnym odcieniach. Do 2007 roku była to ostatnia stacja linii Dzierżyńskiej. Stacja Marszała Pokryszkina została uroczyście otwarta 28 grudnia 2000 roku, po ponad dziesięciu latach budowy. Była to pierwsza stacja nowosybirskiego metra uruchomiona od 1991 roku. 6 grudnia 2008 r. otwarto nowe wejście do stacji.